# Ramanujans taufunktion
Inom matematiken är Ramanujans taufunktion, uppkallad efter Srinivasa Ramanujan, funktionen {\displaystyle \tau :\mathbb {N} \to \mathbb {Z} } definierad som 
{\displaystyle \sum _{n\geq 1}\tau (n)q^{n}=q\prod _{n\geq 1}(1-q^{n})^{24}=\eta (z)^{24}=\Delta (z),}
där  {\displaystyle q=\exp(2\pi iz)} är så att {\displaystyle \Im z>0} och {\displaystyle \eta } är Dedekinds etafunktion.

## Värden
De första värdena av taufunktionen ges i följande tabell (talföljd A000594 i OEIS):
| {\displaystyle n}        | 1 | 2   | 3   | 4     | 5    | 6     | 7      | 8     | 9       | 10      | 11     | 12      | 13      | 14     | 15      | 16     |
| {\displaystyle \tau (n)} | 1 | −24 | 252 | −1472 | 4830 | −6048 | −16744 | 84480 | −113643 | −115920 | 534612 | −370944 | −577738 | 401856 | 1217160 | 987136 |

## Ramanujans förmodanden
Ramanujan (1916) observerade, men kunde inte bevisa, följande egenskaper av taufunktionen:
- {\displaystyle \tau (mn)=\tau (m)\tau (n)} om {\displaystyle sgd(m,n)=1} (det vill säga {\displaystyle \tau (n)} är en multiplikativ funktion)
- {\displaystyle \tau (p^{r+1})=\tau (p)\tau (p^{r})-p^{11}\tau (p^{r-1})} för primtal {\displaystyle p} och {\displaystyle r>0}.
- {\displaystyle |\tau (p)|\leq 2p^{11/2}} för alla primtal {\displaystyle p}.

De första två egenskaperna bevisades av Louis J. Mordell (1917) och den tredje, kallad för Ramanujan-Peterssons förmodan, bevisades 1974 av Pierre Deligne.

## Kongruenser för taufunktionen
För {\displaystyle k\in \mathbb {Z} } och {\displaystyle n\in \mathbb {Z} _{>0}}, definiera {\textstyle \sigma _{k}(n)} som summan av {\displaystyle k}:te potenserna av delarna av {\displaystyle n}. Taufunktion uppfyller flera kongruensrelationer, många av dem kan uttryckas i termer av {\textstyle \sigma _{k}(n)}. Då gäller följande kongruenser:
1. {\displaystyle \tau (n)\equiv \sigma _{11}(n)\ {\bmod {\ }}2^{11}{\text{ för }}n\equiv 1\ {\bmod {\ }}8}[2]
2. {\displaystyle \tau (n)\equiv 1217\sigma _{11}(n)\ {\bmod {\ }}2^{13}{\text{ för }}n\equiv 3\ {\bmod {\ }}8}[2]
3. {\displaystyle \tau (n)\equiv 1537\sigma _{11}(n)\ {\bmod {\ }}2^{12}{\text{ för }}n\equiv 5\ {\bmod {\ }}8}[2]
4. {\displaystyle \tau (n)\equiv 705\sigma _{11}(n)\ {\bmod {\ }}2^{14}{\text{ för }}n\equiv 7\ {\bmod {\ }}8}[2]
5. {\displaystyle \tau (n)\equiv n^{-610}\sigma _{1231}(n)\ {\bmod {\ }}3^{6}{\text{ för }}n\equiv 1\ {\bmod {\ }}3}[3]
6. {\displaystyle \tau (n)\equiv n^{-610}\sigma _{1231}(n)\ {\bmod {\ }}3^{7}{\text{ för }}n\equiv 2\ {\bmod {\ }}3}[3]
7. {\displaystyle \tau (n)\equiv n^{-30}\sigma _{71}(n)\ {\bmod {\ }}5^{3}{\text{ för }}n\not \equiv 0\ {\bmod {\ }}5}[4]
8. {\displaystyle \tau (n)\equiv n\sigma _{9}(n)\ {\bmod {\ }}7{\text{ för }}n\equiv 0,1,2,4\ {\bmod {\ }}7}[5]
9. {\displaystyle \tau (n)\equiv n\sigma _{9}(n)\ {\bmod {\ }}7^{2}{\text{ för }}n\equiv 3,5,6\ {\bmod {\ }}7}[5]
10. {\displaystyle \tau (n)\equiv \sigma _{11}(n)\ {\bmod {\ }}691.}[6]

För {\displaystyle p\neq 23} primtal gäller:
1. {\displaystyle \tau (p)\equiv 0\ {\bmod {\ }}23{\text{ om }}\left({\frac {p}{23}}\right)=-1}
2. {\displaystyle \tau (p)\equiv \sigma _{11}(p)\ {\bmod {\ }}23^{2}{\text{ om }}p{\text{ är av formen }}a^{2}+23b^{2}}[8]
3. {\displaystyle \tau (p)\equiv -1\ {\bmod {\ }}23{\text{ annars}}.}